# Melplash
Melplash – wieś w Anglii, w hrabstwie Dorset, w dystrykcie (unitary authority) Dorset. Leży 23 km na północny zachód od miasta Dorchester i 199 km na południowy zachód od Londynu.